# Azatha
Azatha là một chi bướm đêm thuộc họ Noctuidae.